# Colombie aux Jeux paralympiques
La Colombie participe aux Jeux paralympiques pour la première fois en 1976 à Toronto. Elle a depuis participé à toutes les éditions des Jeux paralympiques d'été sauf en 1984.
Les athlètes colombiens ont gagné un total de 4 médailles lors des Jeux paralympiques, dont 1 en or.